# 西大堀川
西大堀川（にしおおぼりがわ）は、徳島県徳島市を流れる吉野川水系の河川である。

## 地理
徳島市国府町日開字中に源を発し、北流しながら国府町川原田を経て国府町西高輪で飯尾川に合流する。中流部では東大堀川が合流。
流域は鮎喰川左岸の沖積地上に広がる敷地遺跡の中央部に位置し、2000年には西大堀川から2,289点の杮経が出土した。

## 支流
- 東大堀川

## 流域の主な施設
- 徳島大学附属医薬創薬教育研究センター薬用植物園
- 徳島市立南井上小学校